# Toponimi latini di regioni
L'elenco seguente contiene i toponimi latini in uso nell'Impero romano per indicare Paesi o regioni rilevanti.

## Europa
| Latino                  | Regione corrispondente                                                                                        |
| ----------------------- | --- |
| Achaea                  | Grecia (eccetto Epiro, Acarnania e Tessaglia)                                                                 |
| Albania                 | Georgia, Azerbaigian                                                                                          |
| Albion                  | Gran Bretagna                                                                                                 |
| Anglia                  | Inghilterra                                                                                                   |
| Anatolia                | Turchia (orientale)                                                                                           |
| Armenia                 | Armenia |
| Armorica                | Bretagna |
| Asia                    | Turchia (occidentale)                                                                                         |
| Atropatene              | Azerbaigian                                                                                                   |
| Baetica                 | Andalusia |
| Bassania                | Bosnia |
| Batavia                 | Paesi Bassi                                                                                                   |
| Belgium                 | Belgio |
| Bithynia                | Turchia (nord-occidentale)                                                                                    |
| Bohemia                 | Boemia |
| Britannia               | Gran Bretagna                                                                                                 |
| Caledonia               | Scozia |
| Cambria                 | Galles |
| Carnia o Carnorum Regio | Carnia |
| Chelmania               | Erzegovina |
| Cilicia                 | Turchia (sud-orientale)                                                                                       |
| Colchide                | Georgia (occidentale)                                                                                         |
| Cornubia                | Cornovaglia                                                                                                   |
| Cyrenaica               | Cirenaica |
| Dacia                   | Romania, Moldavia                                                                                             |
| Dalmatia                | Dalmazia |
| Dania                   | Danimarca |
| Dumnonia                | Devon |
| Finnia o Finnonia       | Finlandia |
| Galatia                 | Turchia (centrale)                                                                                            |
| Gallaecia               | Galizia |
| Gallia                  | Francia |
| Graecia                 | Grecia |
| Helvetia                | Svizzera |
| Hibernia                | Irlanda |
| Hispania                | Spagna |
| Hungaria                | Ungheria |
| Iberia                  | Penisola iberica                                                                                              |
| Illyria o Illyricum     | Croazia, Bosnia ed Erzegovina (meridionale), Serbia (sud-occidentale), Montenegro, Albania (nord-occidentale) |
| Iudaea                  | Giudea |
| Lappia o Lapponia       | Lapponia |
| Lechia                  | Polonia |
| Livonia                 | Livonia |
| Lusitania               | Portogallo |
| Macedonia               | Macedonia Settentrionale                                                                                      |
| Melita                  | Malta |
| Moesia                  | Bulgaria, Serbia                                                                                              |
| Moravia                 | Cechia (orientale)                                                                                            |
| Noricum                 | Norico |
| Pannonia                | Ungheria, Croazia (settentrionale), Slovenia (nord-orientale)                                                 |
| Phoenicia               | Libano |
| Pontus                  | Turchia (nord-orientale)                                                                                      |
| Raetia o Rhaetia        | Rezia |
| Ruthenia                | Ucraina, Bielorussia                                                                                          |
| Sarmatia                | Polonia, Ucraina, Russia                                                                                      |
| Scythia                 | Ucraina, Russia (meridionale), Kazakistan, Uzbekistan (orientale), Turkmenistan (settentrionale)              |
| Scythia Minor           | Dobrugia |
| Silesia                 | Slesia |
| Suecia                  | Svezia |
| Thracia                 | Tracia |

## Africa
| Latino       | Regione corrispondente                               |
| ------------ | ---------------------------------------------------- |
| Libya        | Libia                                                |
| Mauretania   | Marocco (settentrionale), Algeria (nord-occidentale) |
| Meridia      | Oceano Pacifico (meridionale)                        |
| Numidia      | Algeria (nord-orientale)                             |
| Tingitania   | Marocco                                              |
| Tripolitania | Tripolitania                                         |

## Asia
| Latino                | Regione corrispondente                             |
| --------------------- | -------------------------------------------------- |
| Aegyptus              | Egitto                                             |
| Aethiopia             | Africa subsahariana                                |
| Arabia Deserta        | Arabia (centrale)                                  |
| Arabia Felix          | Arabia (meridionale), Yemen                        |
| Arabia Petraea        | Arabia (nord-occidentale), Penisola del Sinai      |
| Ariana                | Afghanistan                                        |
| Bactria               | Battriana                                          |
| Issedonia             | Kirghizistan                                       |
| Mesopotamia           | Iraq                                               |
| Nubia                 | Sudan (settentrionale), Egitto (meridionale)       |
| Parthia               | Iran                                               |
| Persia                | Iran                                               |
| Serica e Seres        | Cina                                               |
| Sogdiana o Sogdia     | Uzbekistan (meridionale), Tagikistan (occidentale) |
| Taprobane o Taprobana | Sri Lanka                                          |
| Tartaria              | Tartaria                                           |